# Giorgio Guglielmi
Giorgio Guglielmi, Marchese di Vulci con titolo riconosciuto nel 1901 (Civitavecchia, 17 aprile 1879 – Roma, 21 aprile 1945) è stato un imprenditore, politico e dirigente sportivo italiano.

## Biografia
Ricco imprenditore della provincia di Roma, città di cui è stato consigliere comunale e assessore, è stato vicepresidente della Croce Rossa Italiana, consultore effettivo della Consulta araldica, presidente della Cassa di Risparmio di Roma, dell'Istituto internazionale di agricoltura, della Congregazione di Carità di Roma, dell'Associazione artistica italiana, dell'Associazione proprietari fabbricati e terreni, dell'Istituto nazionale di musica, del Comitato italo-spagnolo, dell'Associazione agricoltori spagnoli, della rivista "Roma monarchica". 
In ambito sportivo, tra il 1924 e 1925, è stato Presidente Generale della Polisportiva S.P. Lazio prima e presidente della sezione calcio poi.
Senatore dal 1929, decaduto per sentenza dell'Alta Corte di Giustizia per le Sanzioni contro il Fascismo del 21 ottobre 1944.